# Molophilus gracilis
Molophilus gracilis là một loài ruồi trong họ Limoniidae. Chúng phân bố ở miền Australasia.